# Paphos (mythologie)
Pour les articles homonymes, voir Paphos.
Dans la mythologie grecque, Paphos (en grec ancien Πάφος / Páphos), fille du sculpteur Pygmalion et de sa création, la statue Galatée, elle serait la fondatrice de la ville du même nom, qui était consacrée à la déesse Aphrodite. On retrouve le nom de Paphos dans les Métamorphoses d'Ovide et celui de Matharmé dans le pseudo-Apollodore. 
Aimée d'Apollon, elle en a un fils, Cinyras. 